# Ornebius nigripalpis
Ornebius nigripalpis är en insektsart som beskrevs av Guérin-Méneville 1844. Ornebius nigripalpis ingår i släktet Ornebius och familjen Mogoplistidae. Inga underarter finns listade i Catalogue of Life.